# Беналаурія
Беналаурія (ісп. Benalauría) — муніципалітет в Іспанії, у складі автономної спільноти Андалусія, у провінції Малага. Населення — 506 осіб (2010).
Муніципалітет розташований на відстані близько 450 км на південь від Мадрида, 75 км на захід від Малаги.
На території муніципалітету розташовані такі населені пункти: (дані про населення за 2010 рік)
- Беналаурія: 343 особи
- Опаяр: 1 особа
- Сьєрра: 42 особи
- Вега: 120 осіб

## Демографія
Динаміка населення (INE ):

## Галерея зображень

Розташування муніципалітету у провінції Малага